# Klasroskolan

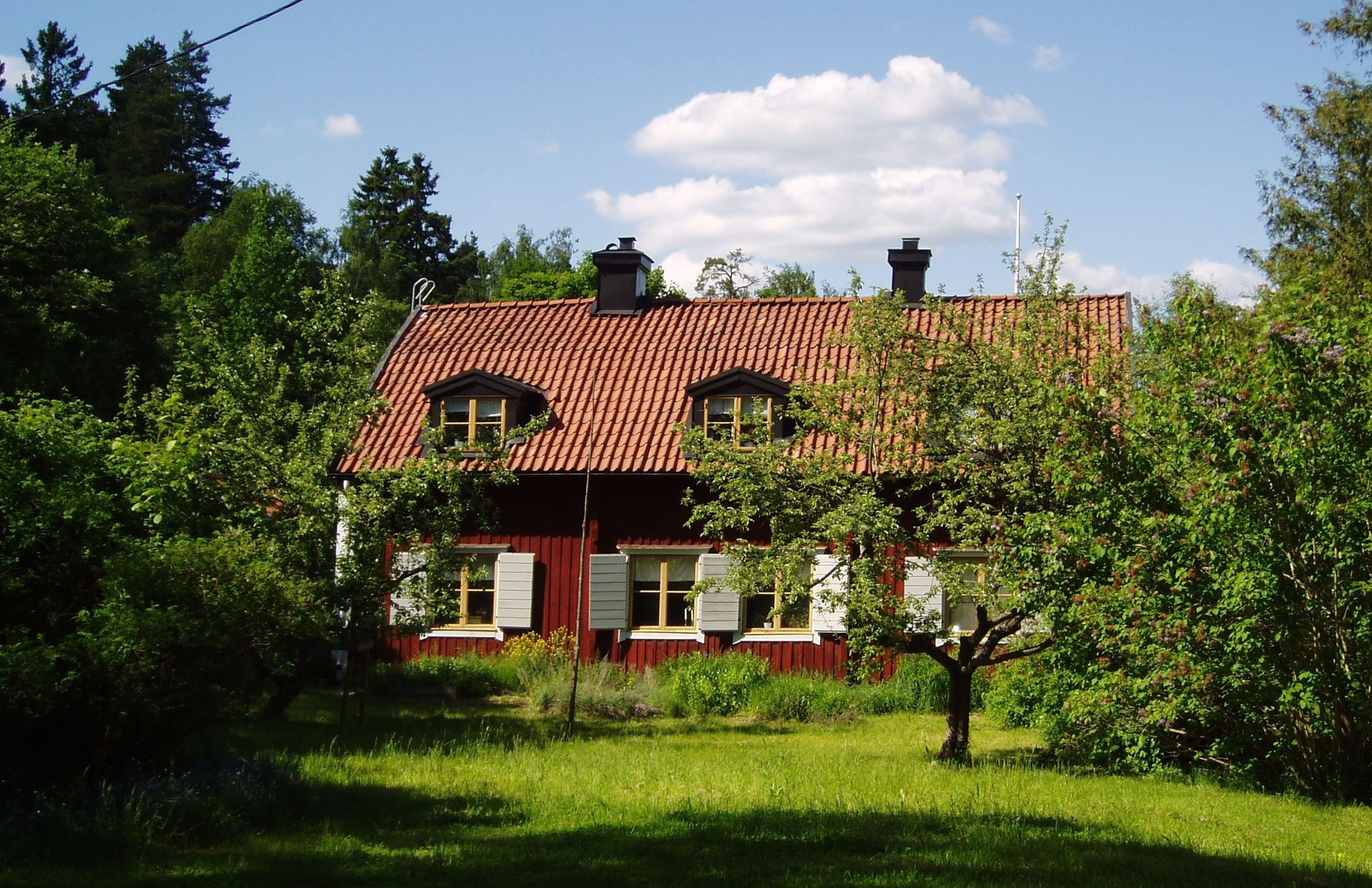
Klasroskolan

Klasroskolan är en före detta skola, och sedan skolmuseum, i Sollentuna kommun, byggd 1804 och var fram till år 1871 Sollentunas enda skola.
Klasroskolan byggdes på privat initiativ av baron Peter Alexander Rudbeck, som även bekostade undervisningen. Han gjorde detta i samverkan med prosten Martin Althén på uppmaning av sällskapet Pro fide et chistianismo. Han lät uppföra skolan vid Socknens mest berömda källa, som av Malla Silfverstolpe kallades la bonne fontaine. Orsaken var att platsen därför sedan tidigare var välkänd, eftersom vägfarande vattnade sina hästar där. Marken där skolan ligger tillhörde Edsbergs slott, som var i släkten Rudbecks ägor, och när skolhuset 1885 skänktes till Sollentuna kommun av Peter Alexanders sonson, Reinhold Rudbeck, hade han önskemålet att skolan skulle döpas efter hans far Claes och heta Klasro. 
Redan 1804, då skolan öppnades, hade baron Per Alexander Rudbeck tillsammans med prosten Martin Althén skrivit ett reglemente för skolans verksamhet som var långt före sin tid i många stycken. Där stod bl.a. att i all undervisning bör iagttagas Sagtmod och Lämpa, ej utan högsta nödtvång Kroppsstraff nyttjas. 
I bottenvåningen fanns ursprungligen sex rum och när man kom in genom porten låg skolsalen rakt fram. Här sköttes undervisningen av präster fram till år 1852, eftersom det i Sverige inte fanns några utbildade lärare tidigare. Den första seminarieutbildade läraren var Abraham Ulrik Ekman som började undervisa 1852, då hade vi haft obligatorisk skolplikt i tio år i Sverige. På grund av detta hade antalet elever ökat så pass att man var tvungen att bygga ut skolsalen. Det skedde på bekostnad av lärarens bostad, då man tog bort väggen mellan skolsalen och ett av rummen. I stället fick läraren ett rum på vinden. Ekman undervisade vid Klasro till sin pensionering år 1880. 1881 upphörde det gamla skolhuset att fungera som skola. Ekman bodde fram till sin död 1888 kvar i huset, som därefter användes från 1891 till 1911 som bostad för komministern, och senare som privatbostad. Under andra världskriget användes huset som systuga av Röda korset och slutligen som nödbostäder.

## Museum
När nödbostäderna hade utrymts beslutade kommunfullmäktige att man skulle göra ett skolmuseum av Klasro. År 1964 var den ursprungliga skolsalen restaurerad till museum, och i mitten av 1980-talet var även den gamla lärarbostaden omvandlad till museum. Skoldelen av museet visar hur en Lancasterskola kunde se ut under 1840-talet, medan lärarbostaden visar en bostad under 1880-talet.
Klasroskolan hålls öppen för visning en gång per månad, eller genom bokade grupper på andra tider.